# Celle
För andra betydelser, se Celle (olika betydelser).
Celle är en Kreisfrei stad i förbundslandet Niedersachsen i Tyskland.
Den är belägen längst söder ut på Lüneburgheden vid floden Aller. Celle har omkring 70 000 invånare och en yta av omkring 175 km².
Celle grundlades 1292 i hertigdömet Sachsen-Wittenberg och blev 80 år senare den hertigliga residensstaden. Borgen byggdes mellan Aller och dess biflod Fuhse. 1705 dog den hertigliga linjen ut och staden kom att lyda under Hannover.
Många byggnader – korsvirkeshus - i Celle har en historia ända tillbaka till 1500-talet. Det nuvarande slottet byggdes omkring 1530 på den gamla borgens plats och är i dag en av turistattraktionerna. En annan turistattraktion är Stadtkirche med sitt vita torn från vilket man två gånger varje dag blåser en trumpetfanfar. Detta är en gammal tradition, som återuppväckts av turistiska skäl.
I Celle finns en av de få synagogorna, som överlevde Kristallnatten 9 november till 10 november 1938. Genom ömsesidiga överenskommelser blev Celle aldrig utsatt för bombningar under andra världskriget varför stora delar av den historiska bebyggelsen finns kvar, men våren 1945 blev ett tåg med omkring 4 000 fångar som transporterades till det närliggande koncentrationslägret Bergen-Belsen träffat i en allierad flybombning. Attacken krävde hundratals offer, men några av fångarna lyckades fly in i den närliggande skogen. SS-vakter och Celle-medborgare deltog då i den så kallade "Celle-harjakten" (Celler Hasenjagd). ”Jakten" krävde flera hundra döda och fortsatte fram till den 10 april 1945 och representerade det mörkaste kapitlet i Celles historia.Det exakta antalet offer har inte fastställts. Flera av förövarna ställdes senare inför rätta och dömdes för detta krigsbrott.

## Galleri

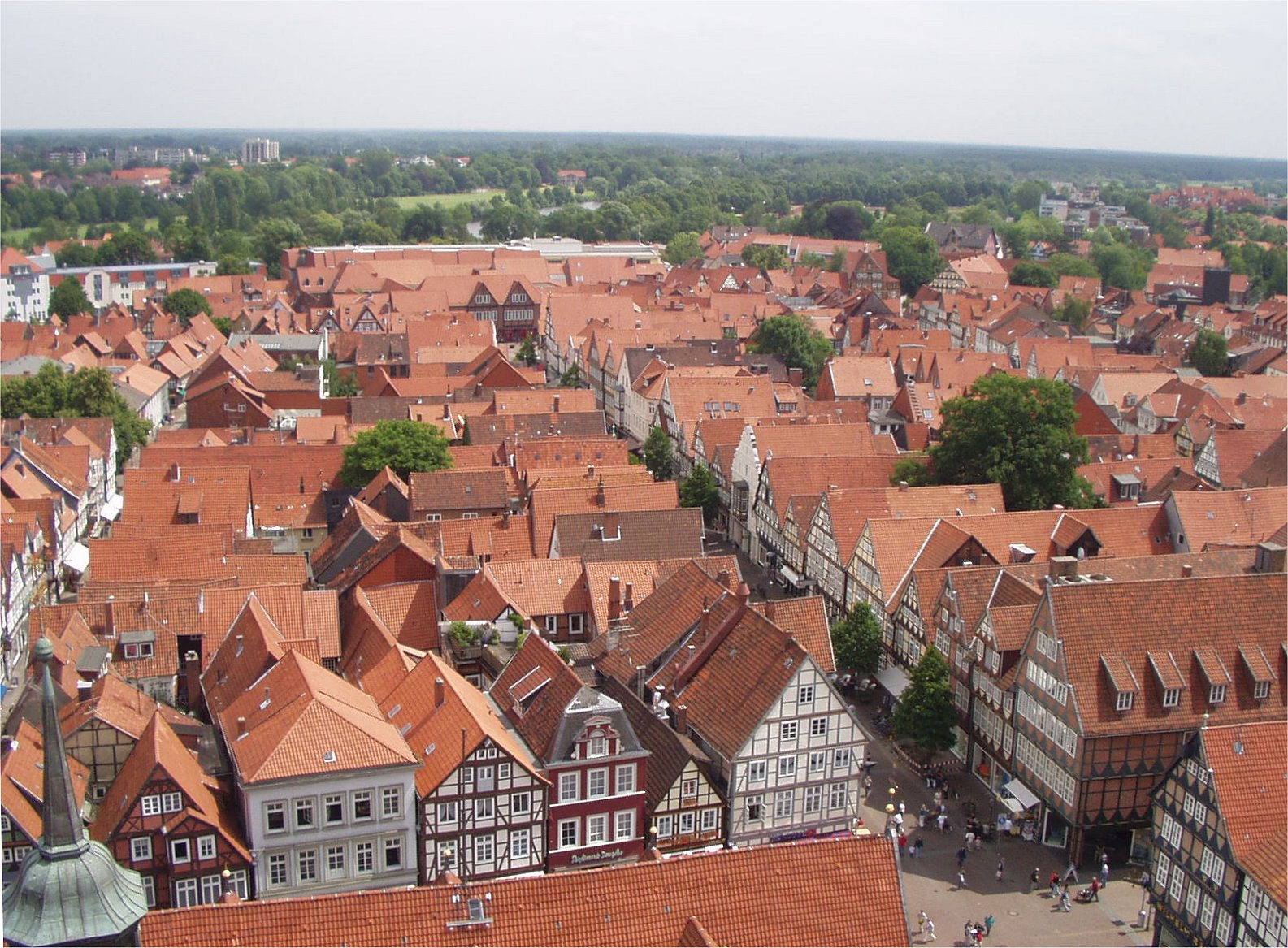
Vy över gamla staden
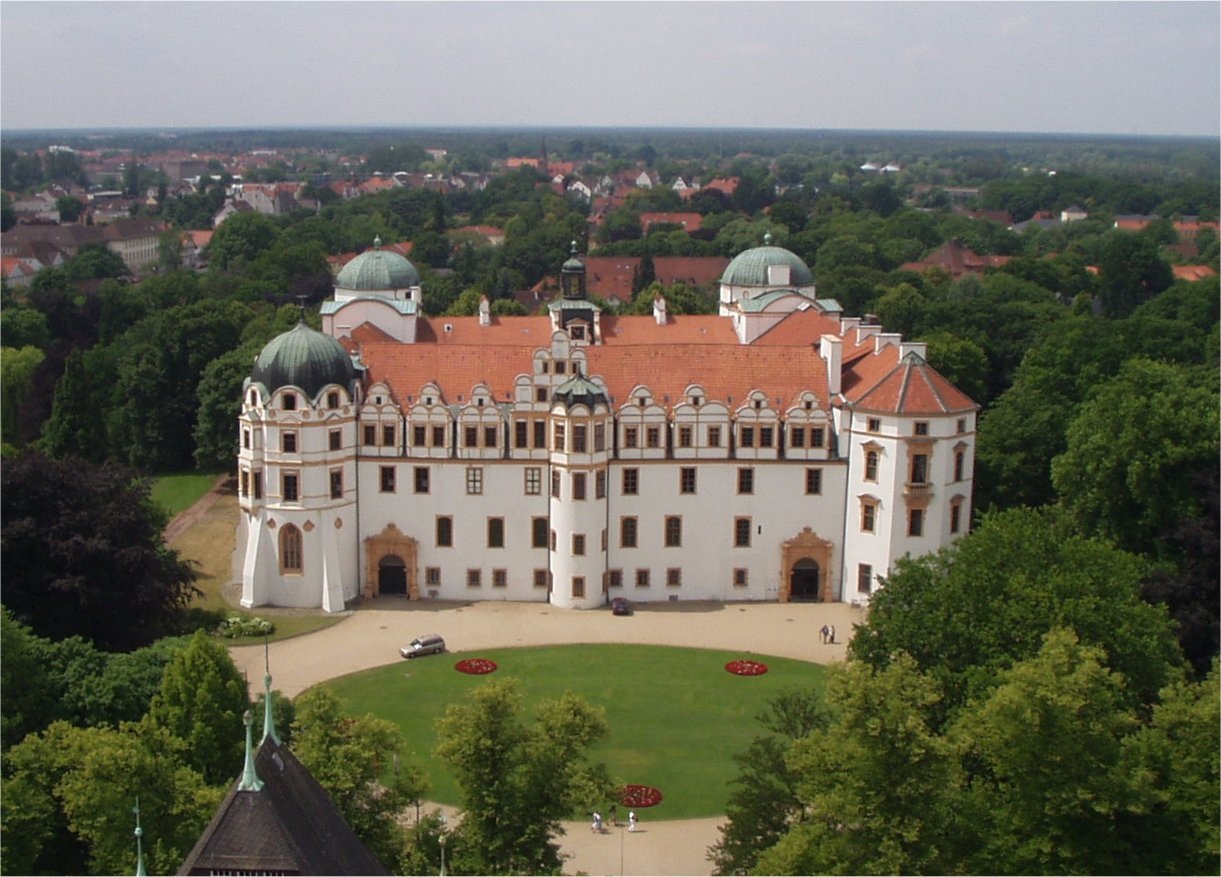
Slottet
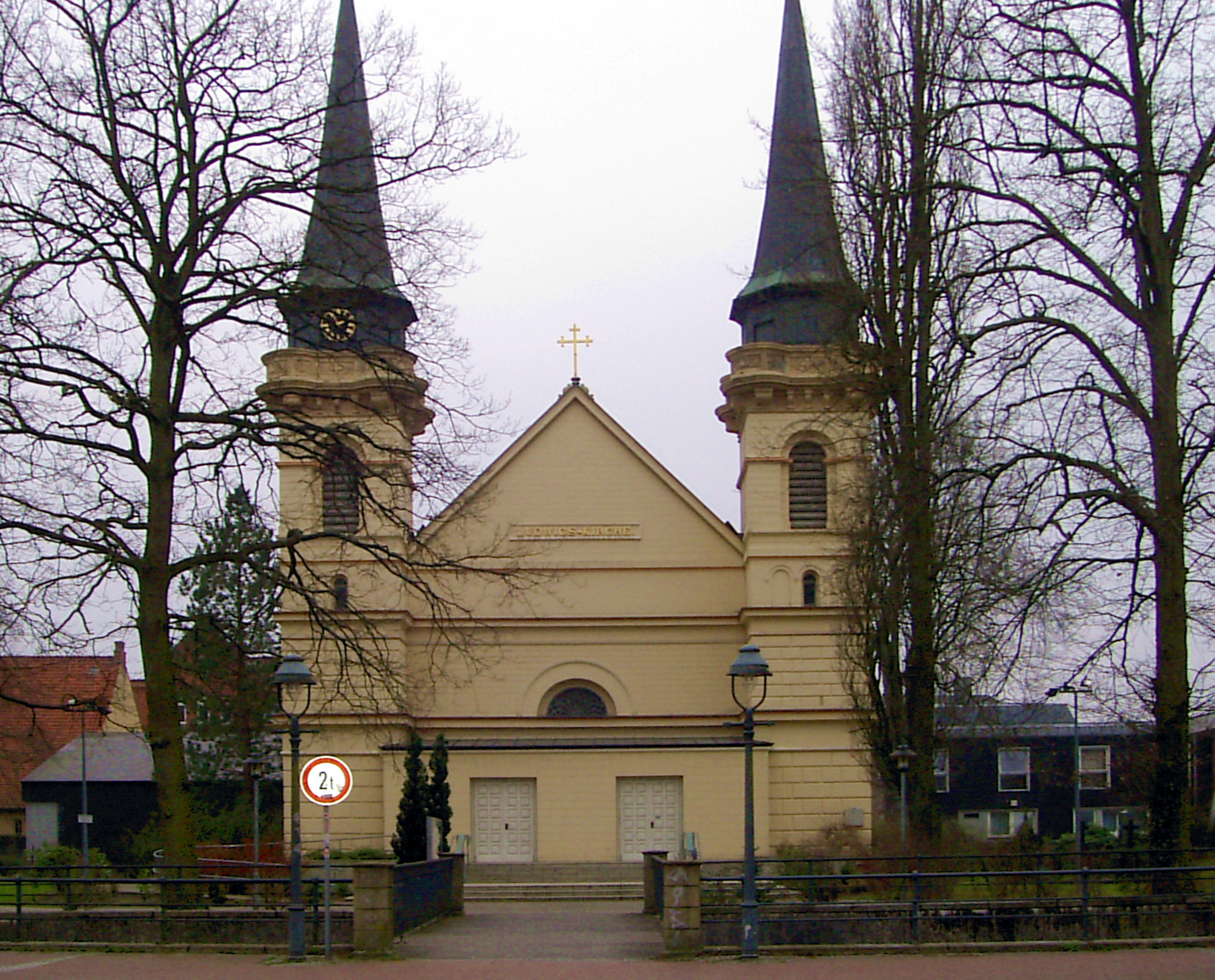
Kyrkan St. Ludwig
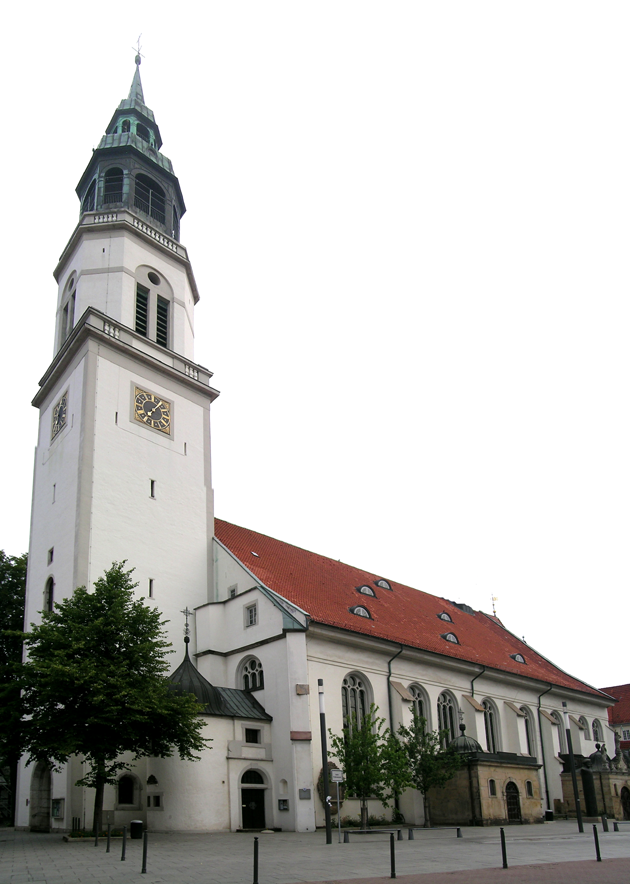
Stadtkirche